# Aristium
Aristium (łac. Dioecesis Aristiana) – dawne biskupstwo w rzymskiej prowincji Frygia Pakacjańska (część wcześniejszej prowincji Azja, obecnie w Turcji). 
Należało do metropolii Laodicea in Phrygia (Laodycea Frygijska). W 1933 zostało przywrócone jako biskupstwo tytularne (obecnie nieobsadzone).

## Biskupi tytularni
- Josip Marija Carević (1940-1945) – jako biskup senior diecezji dubrownickiej
- od 1945 - sede vacante